# Les Cinq de la vendetta
Pour plus de détails, voir Fiche technique et Distribution.
Les Cinq de la vendetta (I cinque della vendetta) est un western spaghetti hispano-italien sorti en 1966, réalisé par Aldo Florio.

## Synopsis
Yankee revenu de la guerre de sécession, Jim Latimore est tué le jour de son mariage avec Rosaria, cousine des Gonzales qui sont propriétaires de la zone Rio Grande de la Frontera. Les cinq amis de Jim retrouovent d'abord Rosaria, qui travaille dans un saloon, sous la pression de ses cousins Gonzales. Ils lui promettent alors de la ramener dans sa maison et de retrouver son fils, enlevé par ses cousins pour l'éduquer à leur façon.

## Fiche technique
- Titre français : Les Cinq de la vendetta
- Titre original italien : I cinque della vendetta
- Titre espagnol : Los cinco de la venganza ou Silba, amigo y vendre
- Genre : Western spaghetti
- Réalisation : Aldo Florio
- Scénario : Alfonso Balcázar
- Production : Roberto Capitani, Aldo Ricci, Dick Wayne Summers pour Balcázar Producciones Cinematográficas, Miro Cinematografica
- Photographie : Víctor Monreal
- Montage : Teresa Alcocer
- Musique : Franco Salina (it)
- Décors : Saverio D'Eugenio (it), Juan Alberto Soler
- Maquillage : Duilio Giustini
- Année de sortie : 1966
- Durée : 90 minutes (Espagne) ; 103 minutes (Italie et États-Unis)
- Langue : italien
- Pays de production :  Italie,  Espagne
- Distribution en Italie : Indipendenti Regionali
- Date de sortie en salle en France : 23 août 1968 ; inédit à Paris, sorti à Strasbourg[1]

## Distribution
- Guy Madison : John Latimore/Tex
- Mónica Randall : Rosaria Latimore
- Vassili Karamenesinis : Josua/Dan
- José Manuel Martín (it) : Ramon
- Giovanni Cianfriglia : Indios
- Mariano Vidal Molina : Alan
- Antonio Molino Rojo : El Matanza